# Premariacco
Premariacco (friülà Premariâs) és un municipi italià, dins de la província d'Udine. L'any 2007 tenia 4.153 habitants. Limita amb els municipis de Buttrio, Cividale del Friuli, Corno di Rosazzo, Manzano, Moimacco, Pradamano i Remanzacco.

## Administració
| Període | Identitat        | Partit        |
| ------- | ---------------- | ------------- |
| 2004-   | Rocco Ieracitano | Llista cívica |